# Суд над Людовиком XVI
Суд над Людо́виком XVI (фр. procès de Louis XVI) — в революционной Франции, проходивший в парижском дворце Тюильри с 10 по 26 декабря 1792 года судебный процесс над бывшим королём Людовиком XVI, на момент суда — французским гражданином Луи Капетом (Louis Capet), судимым депутатами Национального конвента.
Защитниками Луи Капета выступили адвокаты Мальзерб, Тронше и Де Сез. Капет обвинялся в предательстве нации, в составлении заговора против свободы нации и в ряде покушений против безопасности государства, включая сношения с иностранными государствами и эмигрантами, доказательством чему служили компрометирующие документы из железного сейфа, найденные 20 ноября 1792.
Голосованием в Конвенте 15 января 1793 года, при 387 проголосовавших за смерть Капета из 721 депутата, бывший король был осуждён на смертную казнь через обезглавливание на гильотине. 21 января 1793 года приговор был приведён в исполнение на парижской площади Революции.

## Предыстория

### Беглый монарх
В июне 1791 года Людовик XVI попытался бежать с семьёй в Лотарингию, но беглецы были задержаны в Варенне и возвращены под конвоем в Париж.

### Конституционная монархия
14 сентября 1791 года Людовик XVI принёс присягу новой конституции, но продолжал вести переговоры с эмигрантами и иностранными державами.
Отказ Людовика санкционировать декрет собрания против эмигрантов и мятежных священников и удаление навязанного ему патриотического министерства вызвали движение 20 июня 1792 года, а доказанные сношения его с иностранными государствами и эмигрантами привели к восстанию 10 августа и низвержению монархии (21 сентября 1792). Людовик XVI был заключён с семьей в парижский Тампль.

## История
Новый правящий законодательный орган Франции — Национальный конвент (20 сентября 1792 — 26 октября 1795) — первым делом объявил Францию республикой. Вслед за тем жирондисты подняли вопрос о суде над королём. Якобинцы крепко ухватились за эту мысль; Робеспьер прямо заявил, что тут дело не в суде, а в политической мере и что «Людовик должен умереть, дабы жила республика». Это откровенное заявление испугало жирондистов. Они придумали средство спасти короля, предложив отдать приговор конвента на утверждение народа; но якобинцы этого-то как раз и боялись.
Начался процесс, во время которого Людовик XVI держал себя с большим достоинством и, не довольствуясь речами избранных им защитников, сам защищался против взводимых на него обвинений, ссылаясь на права, данные ему конституцией.

### Голосование
Голосование по поводу  Людовика XVI проходило в Конвенте четыре дня, с 15 по 19 января 1793 года, депутаты ответили на четыре вопроса.
Во вторник, 15 января 1793 года состоялась поименное голосование по первым двум вопросам. Депутаты каждого департамента вызывались на трибуну и публично оглашали свой ответ.
Первый вопрос: «Виновен ли Луи Капет в заговоре против общественной свободы и нападениях на общую безопасность государства, да или нет?»;
Второй вопрос: «Будет ли решение национального Конвента против Луи Капета представлено на ратификацию народа, да или нет?»;
Со среды, 16 января 1793 года, 10 часов 30 минут до четверга вечера 17 января без перерыва депутаты высказались по третьему вопросу: «Какой приговор будет вынесен Людовику?», который предполагал свободный ответ. Первым на трибуну зашел Жан-Батист Майль и заявил:
«Естественным следствием мнения, которое я уже высказал по первому вопросу, я голосую за смерть Людовика. Я сделаю лишь одно наблюдение. Если смерть имеет большинство, я думаю, что Национальному собранию было бы достойно рассмотреть вопрос о том, не будет ли политически и полезно ускорить или отсрочить момент казни. Это предложение не зависит от моего голоса. Я возвращаюсь к первому вопросу и голосую за смерть. »
Вопрос об отсрочке исполнения был поднят снова 17 января по просьбе депутата Гарро. На субботнем заседании 19 января 1793 года, несмотря на яростное возражение Марата, которое было отклонено по предложению депутата Шудье, Конвент постановил, что он немедленно обсудит вопрос о приостановлении вынесения приговора Луи Капету, поставив его в следующей формулировке: «Будет ли отсрочка исполнение приговора Луи Капета, да или нет?».

### Результаты
Первый вопрос: «Виновен ли Луи Капет в заговоре против общественной свободы и нападениях на общую безопасность государства, да или нет?»
- Число депутатов Конвента: 749
- Отсутствовали:

| Причина        | Число |
| -------------- | ----- |
| по болезни     | 7     |
| неизвестно     | 1     |
| в командировке | 20    |
| нет в списках  | 3     |
| Всего          | 31    |

- Присутствовали:

| Голоса                             | Число |
| ---------------------------------- | ----- |
| простое "за"                       | 673   |
| сделали различные заявления        | 32    |
| не ответили на поставленный вопрос | 3     |
| Всего                              | 708   |

Второй вопрос: «Будет ли решение национального Конвента против Луи Капета представлено на ратификацию народа, да или нет?»
- Число депутатов Конвента: 749
- Отсутствовали:

| Причина        | Число |
| -------------- | ----- |
| по болезни     | 7     |
| неизвестно     | 1     |
| в командировке | 20    |
| Всего          | 28    |

- Присутствовали:

| Голоса                      | Число | включая сделанные заявления |
| --------------------------- | ----- | --------------------------- |
| за                          | 286   | 109                         |
| против                      | 423   | 116                         |
| Всего                       | 709   |                             |
| Отказались или воздержались | 12    |                             |

- Абсолютное большинство:  355
- Всего депутатов: 749

Третий вопрос: «Какой приговор будет вынесен Людовику?»
- Число депутатов Конвента: 749
- Отсутствовали:

| Причина        | Число |
| -------------- | ----- |
| по болезни     | 7     |
| неизвестно     | 1     |
| в командировке | 15    |
| Всего          | 23    |

- Присутствовали:

| Голоса                      | Число |
| --------------------------- | ----- |
| за смерть без условий       | 361   |
| за смерть с поправкой Майля | 26    |
| за смерть условно           | 44    |
| другие наказания            | 290   |
| Всего                       | 721   |
| Отказались или воздержались | 5     |

- Абсолютное большинство:  361
- Всего депутатов:   749

На заседании в пятницу, 18 января депутаты Гаспарен и Делакруа сообщили об ошибках «в формулировке изданного вчера указа». После проверки выясняется, что если действительно и была ошибка, то число проголосовавших и абсолютное большинство остались бы прежними, а голоса 26 депутатов, которые вместе с Майле проголосовали за смерть, требуется присоединить в подсчёте к общему большинству. Таким образом, число депутатов, проголосовавших за безоговорочную смерть, составило 387.
Четвёртый вопрос: «Будет ли отсрочка исполнение приговора Луи Капета, да или нет?»
- Число депутатов Конвента: 749
- Отсутствовали:

| Причина           | Число |
| ----------------- | ----- |
| подали в отставку | 1     |
| по болезни        | 21    |
| неизвестно        | 8     |
| в командировке    | 17    |
| Всего             | 47    |

- Присутствовали:

| Голоса                      | Число |
| --------------------------- | ----- |
| за                          | 310   |
| против                      | 380   |
| против под условием         | 2     |
| Всего                       | 692   |
| Отказались или воздержались | 10    |

- Абсолютное большинство:  346
- Всего депутатов: 749

Громадным большинством голосов Луи Капет был признан виновным в заговоре против свободы нации и против общей безопасности государства; апелляция к народу была отвергнута тоже значительным большинством (между прочим, и голосами многих жирондистов), но лишь незначительное большинство — 387 голос из 721 — высказалось за смертную казнь Людовика XVI.

### Казнь и последствия
Приговор был приведён в исполнение 21 января 1793 года. Это событие произвело страшное впечатление во всей Европе. Против революции образовалась коалиция, поставившая своей целью восстановить во Франции монархию и старый порядок.